# Diaphorina citri
Diaphorina citri, o psilídeo cítrico asiático, é um inseto hemiptera sugador de seiva, agora na família taxonômica Psyllidae. É um dos dois vetores confirmados da doença do esverdeamento dos citros . Tem ampla distribuição no sul da Ásia e se espalhou para outras regiões produtoras de citros.

## Distribuição
O psilídeo cítrico asiático originou-se na Ásia, mas agora também é encontrado em partes do Oriente Médio, América do Sul e Central, México e Caribe. Nos Estados Unidos, o psilídeo foi detectado pela primeira vez na Flórida em 1998 e agora também é encontrado na Louisiana, Geórgia, Arizona, Carolina do Sul, Texas, e desde 2003 na Califórnia . No sul da Califórnia, no Vale de San Joaquin e nos condados da Costa Central, como San Luis Obispo, foi instituído um programa de erradicação na tentativa de impedir que ele se estabelecesse. Em todo os Estados Unidos e seus territórios, as áreas onde este psilídeo é encontrado estão sob restrições de quarentena.

## Descrição

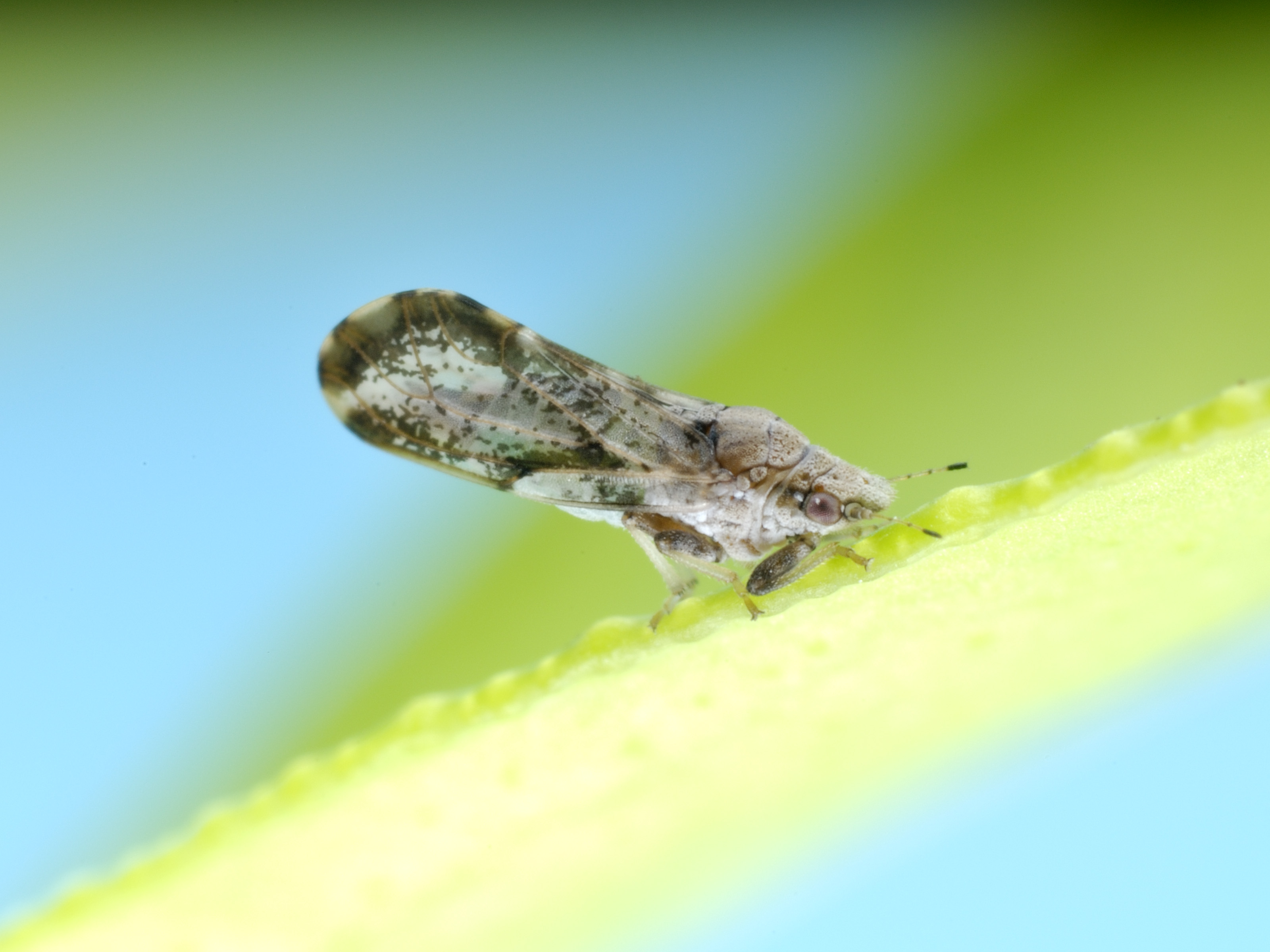
D. citri adulto

O psilídeo adulto tem cerca de quatro milímetros de comprimento, corpo fulvo e manchado de marrom e cabeça marrom clara. É coberto por uma secreção cerosa esbranquiçada que o faz parecer empoeirado. As asas anteriores são mais largas na parte posterior e têm uma borda escura ao redor da periferia com uma lacuna clara perto do ápice. As antenas são marrom-claras com pontas pretas. Essas características o distinguem do psilídeo cítrico africano superficialmente semelhante. Ele normalmente adota uma postura de cabeça baixa e cauda para cima enquanto suga a seiva. Os pulgões muitas vezes também estão presentes nos cítricos e os psilídeos podem ser distinguidos deles por serem insetos saltadores mais ativos, enquanto os pulgões são sedentários. Além disso, as antenas de um psilídeo possuem dez segmentos, enquanto as dos pulgões geralmente possuem quatro ou seis segmentos. A maioria dos pulgões tem cornículas no abdômen e os psilídeos não as possuem.
A ninfa do psilídeo muda cinco vezes. É de cor laranja-amarelada e não apresenta manchas abdominais. As almofadas das asas são proeminentes, especialmente nos ínstares posteriores.
Os ovos têm aproximadamente 0,3 milímetros de comprimento, formato de amêndoa, mais grossos na base e afinando em direção ao topo. Eles são inicialmente de uma cor pálida, mas tornam-se amarelos e depois laranja antes de eclodirem. O longo eixo é colocado verticalmente à superfície da folha.

## Microbioma
O psilídeo possui um órgão bacterioma especializado em transportar dois de seus simbiontes bacterianos. Candidatus Carsonela ruddii, que fornece nutrição, vive dentro de bacteriócitos uninucleares ao redor do órgão. Ca. Profftella armatura, que fornece nutrição, toxinas de defesa e carotenóides, vive dentro do citoplasma sincicial do órgão. A síntese de policetídeos pelo simbionte Profftella é aumentada quando o inseto carrega o patógeno Huanglongbing, Liberibacter .
Outro inseto do mesmo gênero, Diaphorina cf. continua (termo de nomenclatura aberta que descreve uma espécie sem nome semelhante a Diaphorina continua ), compartilha simbiontes bacteriomas.
O inseto pode ser infectado pela Wolbachia, que é então transmitida verticalmente através do ovo. Wolbachia e Liberibactéria podem residir dentro do bacterioma em forma de U ou misturar-se com células intestinais como parte do microbioma intestinal . Wolbachia é capaz de ajudar Liberibactéria a sobreviver aos bacteriófagos, inibindo a lise celular.

## Ciclo de vida
Os ovos são colocados nas pontas dos brotos em crescimento, entre e perto das folhas que se desdobram. Uma fêmea pode botar até 800 ovos durante sua vida, o que pode durar vários meses. Todo o ciclo de desenvolvimento leva de duas a sete semanas dependendo da temperatura e da época do ano.

### Consórcio Internacional do Genoma Psilídeo
O USDA-ARS, Laboratório de Pesquisa Hortícola dos EUA (USHRL), em Fort Pierce, FL, estabeleceu o Consórcio Internacional do Genoma para completar o Genoma da Psilídeo Cítrica Asiática ( D. citri ) em 2008. Os pesquisadores do USDA e ARS produziram as primeiras sequências genéticas a partir de 2005 e produziram os primeiros rascunhos de transcriptomas em 2009-2011, rascunhos de genomas 2013-2017, o conjunto oficial de genes melhorado, OGSv2.0 e diaci_2 .0 genoma até 2019-2022 (Saha et al. 2017a; 2019; ). O lançamento do Diaci_genome versão 3.0 ocorreu em 2023-2024 [ https://doi.org/10.1101/869685; ]. O genoma, o transcriptoma e o Official Gene Set permitiram a identificação de milhares de genes e proteínas. Todos esses recursos permitiram o desenvolvimento de amplas abordagens estratégicas para o manejo de populações de psilídeos, como os biopesticidas de RNAi. Esses conjuntos de dados de interações e tecidos também forneceram novos insights sobre as interações do patógeno bacteriano Candidatus Liberibacter asiaticus, CLas, com psilídeos e plantas hospedeiras cítricas.
Os principais avanços no manejo de psilídeos que foram desenvolvidos incluem três tipos de oligonucleotídeos antisense (RNA de fita dupla, oligos antisense de fita simples (como FANA e Morpholio's)  que podem atingir o Psilídeo cítrico asiático e o patógeno bacteriano, sem prejudicar outros insetos benéficos, como polinizadores e predadores. Usando os dados genômicos, os pesquisadores desenvolveram o primeiro RNA de interferência, RNAi, biopesticida para reduzir psilídeos

## Predação
As vespas predadoras Brachygastra mellifica e parasitóide Tamarixia radiata podem ajudar a controlar D. citri . Joaninhas também são predadores importantes.

## Dano
Ninfas psilídeos são encontradas em novos brotos de árvores cítricas. À medida que se alimentam, produzem uma toxina que faz com que as pontas das plantas morram ou fiquem contorcidas, impedindo que as folhas se expandam normalmente. No entanto, o dano direto da alimentação do psilídeo é considerado menor em comparação com o papel que o psilídeo desempenha como o único vetor não humano conhecido da doença do esverdeamento dos citros.

### Doença do esverdeamento dos citros e outras associações
A alimentação pode transmitir bactérias que causam uma das doenças mais devastadoras dos citros, a doença do esverdeamento dos citros . As árvores afetadas produzem frutos pequenos e assimétricos, parcialmente verdes e que não podem ser vendidos devido ao seu fraco tamanho e qualidade. Há evidências laboratoriais que indicam que ela também pode transmitir outra doença grave dos citros, causada pelo vírus Tristeza .

## Controle
O psilídeo cítrico asiático tem vários inimigos naturais, incluindo moscas flutuantes, crisopídeos, diversas espécies de joaninhas e diversas espécies de vespas parasitas . Uma destas vespas, Tamarixia radiata, provou ser muito eficaz no controlo da praga e foi libertada com sucesso e estabeleceu-se numa série de áreas de cultivo de citrinos, incluindo a Florida. Tanto os adultos quanto as ninfas do psilídeo podem ser controlados pelo uso de uma ampla gama de inseticidas . A melhor forma de controlar a doença do esverdeamento dos citrinos é através de uma estratégia integrada que envolve a utilização de material de plantação saudável, o controlo de vetores e a remoção imediata de árvores e ramos infectados.

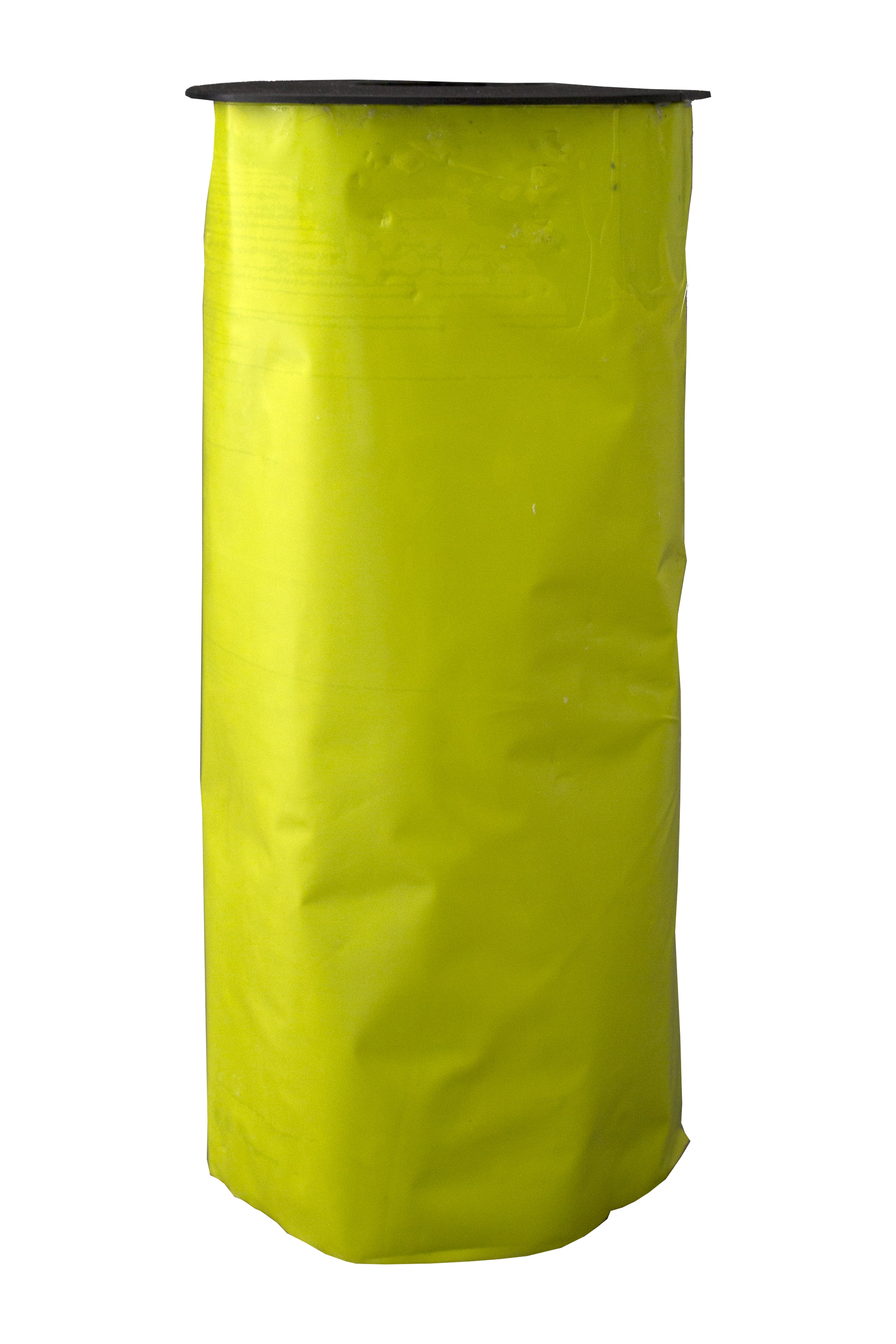
Armadilha pegajosa que atrai psilídeos com sua cor verde-limão

Esforços recentes concentraram-se na compreensão das várias pistas sensoriais que o psilídeo utiliza para localizar a sua planta hospedeira. A compreensão do comportamento do inseto pode levar a melhores métodos para seu controle. Um estudo demonstrou que a percepção dos comprimentos de onda ultravioleta refletidos aumentava a atração por uma armadilha amarela. As tentativas de demonstrar a atração do psilídeo por odores voláteis (transmitidos pelo ar) não conseguiram produzir um atrativo eficaz. Parece que este minúsculo inseto é atraído pela cor (comprimentos de onda amarelo e UV) e decide ficar e se alimentar de uma determinada planta somente depois de pousar em uma folha e prová-la sondando com seu aparelho bucal (estiletes). Moléculas pequenas, como ácido fórmico e ácido acético, estimulam a atividade de sondagem. Eles podem ser usados em armadilhas novas e inovadoras ou em outros dispositivos.
Esforços recentes ilustraram que a distribuição espacial de ovos e ninfas é resultado dos padrões de movimento das fêmeas grávidas em resposta aos locais de oviposição. Os índices de dispersão foram utilizados para confirmar o padrão de distribuição agregada ou contagiosa da população de D. citri nos fluxos dentro da árvore e podem ser expressos pela distribuição binomial negativa. Testes mensuráveis mostraram que as distribuições de ovos e ninfas em populações de psilídeos que ocorrem naturalmente eram altamente agregadas, após migrações inicialmente agregadas de adultos e uma dispersão contagiosa de adultos nos fluxos dentro das árvores à medida que as densidades populacionais aumentavam. O aumento da densidade populacional no campo resultou em maior dispersão da população foi consequência da dispersão das fêmeas e da seleção dos locais de oviposição. Como o aumento exponencial da dispersão pode ser previsto por meio da densidade populacional dos estágios imaturos, um plano de amostragem foi desenvolvido a partir da relação entre o comportamento da dispersão e a densidade populacional, e não da relação entre os danos econômicos e a densidade populacional.